# Urbano Rattazzi
Urbano Rattazzi, (Alessandria, 29. lipnja 1810. — Frosinone, 5. lipnja 1873.), bio je talijanski političar, oženjen s Mariom Rattazzi.
Rattazzi je postao pravnik u Casaleu i izabran je 1848. za poslanika Sardinijskog zastupničkog doma. Njegova politika bila je patriotska i neprijateljski usmjerena prema Austriji. Poslije 1848. bio je član skoro svih ministarstava. Prvo je obnašao dužnost ministra školstva 1848. a zatim u prosincu iste godinepostaje ministar pravosuđa, a kasnije ministar unutarnjih poslova. 
Zajedno sa svojom strankom lijevog centra 1852. pravi koaliciju tzv. connubio sa strankom desnog centra pod Camillom di Cavourom, uz čiju pomoć iste godine postaje predsjednik zastupničkog doma. U listopadu 1853. ulazi u Cavourovu vladu kao ministar pravosuđa, a u ožujku 1854. postaje ministar unutarnjih poslova. U siječnju 1858. bio je primoran napustiti svoju dužnost pošto se nije slagao s Cavourovom vanjskom politikom, koja je bila prijateljski naklonjena prema Francuskoj. 
Za dobrobit Italije ipak nastavlja suradnju s Cavourom, i kada je Cavour odstupio u srpnju 1859. sa svoje dužnosti poslije mirovnih pregovora u Villafrani di Verona, Rattazzi postaje premijer no ubrzo je i sam smijenjen. Rattazzi je u ožujku 1862. poslije pada vlade Bettina Ricasolia formirao liberalnu vladu no ubrzo gubi podršku naroda zbog intervencije protiv Giuseppea Garibaldija kod Aspromontea kada se ovaj spremao napasti Rim. Bio je primoran napustiti premijersku dužnost u prosincu 1862.